# Ho ritrovato mio figlio
Ho ritrovato mio figlio è un film italiano del 1954 diretto da Elio Piccon.

## Trama
Damiano è un ragazzo del quartiere romano di Gordiani; è alla vigilia della sua prima comunione. Damiano un giorno scopre che suo fratello maggiore Marco ha rubato il proiettore della sala parrocchiale. Damiano cerca di seguire il ladruncolo per convincerlo a restituire il maltolto. Sfortunatamente si perde nelle strade della periferia di Roma: un simpatico prete piemontese e la madre corrono a cercarlo, anche perché era la notte prima della Comunione di Damiano. Marco viene ritrovato e finalmente "il figliol prodigo" riconsegna il proiettore al sacerdote.